# Esperiamot
De esperiamot (Esperia sulphurella) is een dagactieve nachtvlinder uit de familie sikkelmotten (Oecophoridae).
De spanwijdte bedraagt tussen de 12 en 16 millimeter.
De vliegtijd is mei en juni. De rupsen leven van dood hout en overwinteren, hoewel verpopping al in januari kan plaatsvinden. 

## Voorkomen in Nederland en België
De vlinder is in Nederland voor het eerst aangetroffen in 1971 in Melissant. Er volgden meerdere exemplaren die bleken te komen uit appelhout dat uit Nieuw en St. Joosland afkomstig was. Vervolgens werd de soort op meer plaatsen in het zuidwesten gevonden, vervolgens ook op Texel en inmiddels lijkt hij zijn areaal uitgebreid te hebben. In de provincies Zeeland, Zuid-Holland en Noord-Brabant is de soort nu vrij algemeen. Ook in België is de soort vrij zeldzaam, en wordt vooral in de noordelijke provincies waargenomen.